# ريناته فرويند
ريناته فرويند (بالألمانية: Renate Freund)‏ هي شاعرة ألمانية، ولدت في 3 أكتوبر 1939 في نويفيد في ألمانيا.

## وصلات خارجية
- الموقع الرسمي